# Nazionale maschile di pallanuoto dell'Iran
La nazionale di pallanuoto maschile dell'Iran è la rappresentativa iraniana nelle competizioni internazionali di pallanuoto maschile. È gestita dalla Iran Amateur Swimming Federation.
L'Iran ha partecipato ad un'Olimpiade e due campionati mondiali senza mai conquistare posizioni di prestigio. Il suo unico successo di rilevanza internazionale è stato l'oro conquistato ai Giochi asiatici in occasione dell'edizione casalinga del 1970.

## Risultati

### Massime competizioni
Olimpiadi
- 1976 12º

Mondiali
- 1975: 15º posto
- 1998: 15º posto

Giochi asiatici
- 1970 4º
- 1974  Oro
- 1986 4º
- 1990 6º
- 1994 4º
- 1998 4º
- 2002 4º
- 2006 4º

### Altre
Coppa del Mondo
- 2010 10º

World League
- 2008: Turno di qualificazione
- 2009: Turno di qualificazione
- 2010: Turno di qualificazione

## Formazioni
Giochi olimpici - Montréal 1976Abdul Mohammadian • Tavakoli • Shonjani • Paidayesh • Mohammadi • Tavakoli • Firouzpour • Parchami-Araghi • Nassim • Majdpour • Yaghoti, CT: -
- Coppa del Mondo - Oradea 2010 - 10º posto:

Alireza Shahidipuor, Arsalan Mardani, Seyad Mirmahdi, Sasan Koulhi, Reza Hagh Goo, Mahdi Karamizarandi, Ali Pirouzkhah, Meisam Jafary, Mohsein Jalilli, Yashar Soltani, Alireza Hormouzi, Amir Hossein Khani e Sadjad Abdihanjany.